# ماهر تشايان
ماهر تشايان (بالتركية: Mahir Çayan)‏ (1945 - 1972) قائد شيوعي ثوري تركي، ولد في مدينة سامسون على البحر الأسود. درس في جامعة إسطنبول بكلية الحقوق والعلوم السياسية، وتأثر بالفكر الشيوعي المنتشر بين طلاب الجامعة آنذاك. شارك في منظمة الشباب الثوري التي خرجت العديد من القيادات الشيوعية لاحقا.

## البدايات
رفض الفكرالشيوعي المنبثق من المؤتمر العشرين للحزب الشيوعي السوفييتي التي عرفت بالتحريفية السوفييتية وتأثر بإطروحات الكفاح المسلح، فأسس العام 1971 حزب – جبهة التحرر الشعبي التركي بتوجهات ماركسية – لينينية معادية للتحريفية تعتمد على الأطروحات الفكرية لماركس وانجلز ولينين وستالين وماوتسي تونغ وتشي جيفارا وغيرهم من قادة الفكر والكفاح الشيوعي، وقد تبنى التنظيم الكفاح المسلح في المدن والأرياف كاستراتيجية لإسقاط النظام التابع الذي وصفه ماهر تشايان مستخدما الوصف الماوي للدول التي تدين بالولاء والتبعية لدول وقوى دولية بـ «شبه المستعمر».

## عملياته
في نفس العام 1971 قام مقاتلوا الجبهة باختطاف القنصل الإسرائيلي في إسطنبول ومن ثم إعدامه. قامت القوى الأمنية إثر ذلك بحملة للقبض عليه، وقد حاصرت مكان تواجده وخلال إطلاق النار جرح وتم أسره. في خلال المحاكمة، تم جلب شهود الادعاء ومن بينهم طفلة لا تتجاوز العشرة أعوام كانت من بين ساكني الشقة التي احتمى فيها القائد الشيوعي ماهر تشايان خلال حصاره، فأفادت حرفيا: «عمو ماهر طلب مني الاختباء بعيدا كي لا اصاب بأذى. لقد كان عمو ماهر طيبا جدا ولم أكن خائفة منه أبدا !».

## الهروب من السجن
هرب ماهر تشايان من السجن، وقد كان قادة الانقلاب العسكري قد نكلوا بالقوى الماركسية الثورية، ومن بين من طالتهم يد العسكر القائد الشيوعي الماوي دينيس غازمش (غيفارا تركيا) مؤسس جيش التحرير الشعبي التركي التابع للحزب الشيوعي التركي (الماركسي – اللينيني)، حيث تم القبض عليه ورفاقه وحكموا بالإعدام. وفي محاولة من الشهيد ماهر تشايان لإنقاذ دنيز غازمِش قام ورفاقه باختطاف 3 خبراء عسكريين بريطانيين تابعين للناتو مطالبين بتبادلهم مع رفاقهم الثلاثة المحكومين. بعد أربعة أيام تم تحديد موقعهم وقامت القوات الخاصة التابعة للجيش التركي بقصف الموقع بمن فيه (بما فيه الخبراء الأجانب) وذلك بعد رفض ماهر تشايان الاستسلام، فقتلته القوات التركية ليصبح رمزاً لليسار التركي الثوري كما قتل في الهجوم كافة أعضاء مجموعته وكذلك الخبراء البريطانيون أيضا.

## رمزية تشايان لدى اليسار الثوري
أصبح رفض الاستسلام منذ تلك اللحظة من تقاليد اليسار الثوري المقاتل في تركيا. عندما اغتيل القائد ماهر تشايان انتهت فعليا منظمته، إلا أن الخط الذي اختطه قد أنجب عشرات التنظيمات التركية المقاتلة، أبرزها اليوم حزب – جبهة التحرر الشعبي الثوري (DHKP-C).
كتب فيه بعض الكتاب هذه الكلمات:
«لقد استشهد الرفيق تشايان في سبيل إنقاذ قائد لمنظمة شيوعية ثورية مقاتلة أخرى، يفترض بها أن تكون» منافسة«، فأظهر بذلك صدق إيمانه بالقضية التي يقاتل من أجلها واضعا إياها فوق كل الاعتبارات. كما أثبت أن المسألة الأولى في الثورة هي مسألة الخط الثوري التي تأتي قبل كل شيء، فبالرغم من تحطيم حزبه إلا أن فكره بقي وخرجت تنظيمات (بالعشرات!) تحمل فكره وتتبى الكفاح المسلح، إلى درجة استدعت القيام بانقلاب عسكري آخر بعد تسع سنوات فقط! اليوم يعتبر الشهيد أحد أعمدة اليسار الثوري (إلى جانب الشهيدين دنيز غازمِش وإبراهيم كايباكايا). المجد للشهيد وكل شهداءالثورة»

## وصلات خارجية
(بالتركية)